# Пакистанцы в Новой Зеландии
Пакистанцы в Новой Зеландии — родившиеся в Новой Зеландии люди пакистанского происхождения или иммигрировавшие в Новую Зеландию из Пакистана. Большинство иммигрантов исповедуют ислам и принадлежат к этнической группе пенджабцев.

## История
Более 110 пакистанских студентов в настоящее время проходят обучение в университетах Новой Зеландии, благодаря стипендиям на образование от правительства Пакистана.